# استیون بوون (فضانورد)
استیون جرارد بوون (به انگلیسی: Stephen Gerard Bowen) فضانورد اهل ایالات متحده آمریکا است که در ۱۳ فوریهٔ ۱۹۶۴ میلادی در کوهست، ماساچوست زاده شد. وی در مأموریت اس‌تی‌اس-۱۲۶، اس‌تی‌اس-۱۳۲، اس‌تی‌اس-۱۳۳ حضور داشته است.